# 下田村 (熊本県)
下田村（しもだむら）は熊本県の天草諸島、天草下島に存在していた村。

## 歴史
- 1936年（昭和11年）10月1日 - 下津深江村と小田床村が合併し下田村が発足。
- 1949年（昭和24年）5月30日 - 昭和天皇の戦後巡幸。望洋閣が御泊所となった[1]。
- 1956年（昭和31年）9月21日 - 下田村が福連木村・高浜村・大江村と合併して天草町が発足。